# Engels-2
Engels-2 è un aeroporto militare situato nei pressi della città di Saratov.
È un'importante base aerea di bombardieri ed è l'unica base operativa russa che ospita il bombardiere Tupolev Tu-160.
La base, che ha una pista lunga 3500 metri, prende il nome dalla vicina città di Ėngel's, che a sua volta riprende il nome dal filosofo Friedrich Engels.
Dall'inizio dal 2022, ospita gli aerei del 121º reggimento che operano nell'ambito dell'Operazione Speciale in Ucraina. Il 5 dicembre 2022 a causa di alcune esplosioni ha subito ingenti danni, dovuti ad un attacco di probabile matrice ucraina.